# Soheil Kash
 (décembre 2015).
Soheil Kash, né en 1946, est un philosophe et politologue libanais.

## Biographie
Soheil Kash est issu d’une famille grec-catholique de Zahlé. Après des études de Sciences Politiques au Liban (1965-1969), il arrive à Paris en pleine conjoncture politique et intellectuelle de mai 68, ce qui lui permet de compléter sa double formation en Sciences Politiques et en Philosophie. À la faculté de droit et de sciences économiques de l’Université de Paris (Panthéon) il fréquente Maurice Duverger, Marcel Merle et Jean-Jacques Chevallier avec qui il obtient son DES en Sciences Politiques (1969-1971).
À la Sorbonne, il suit les cours de Marcel Conche, Olivier Revault d’Allonnes et Jean-Toussaint Desanti pour terminer sa formation en philosophie (licence 1969-1972) par un mémoire de maîtrise en philosophie (épistémologie) à l’Université de Paris I sous la direction de Jean-Toussaint Desanti (1972), La dialectique entre Marx et Hegel. Parallèlement
à la philosophie des sciences, il s’intéresse aux travaux théoriques de la bande de quatre : Michel Foucault, Gilles Deleuze, Jean-François Lyotard et François Châtelet ; c’est sous la direction de François Châtelet qu’il
prépare sa thèse de doctorat d’État (Philosophie) à l’Université de Paris VIII sous le titre Convaincre, discours de répression, thèse soutenue en 1980 sous la présidence de Jean-François Lyotard.
Son engagement politique pour la Cause palestinienne lui a donné l’opportunité de nouer des rapports étroits avec les formations de gauche issues de mai 68 : la Gauche prolétarienne en France, Lotta continua en Italie ; ce même engagement politique l’a poussé à rentrer au Liban au début de la guerre civile où il a réconcilié son action politique avec son enseignement académique à l’Université libanaise de Beyrouth (1975-1991), d’abord comme maître de conférences, ensuite comme professeur titulaire.
L’Accord de Taëf de 1989 mit fin à la guerre civile libanaise, en consacrant la double occupation du Liban: Israël au Sud du Liban, et la Syrie dans le reste du Pays. Refusant de composer avec ces deux occupants, Soheil Kash s’exile au Canada en 1991 où il recommence une autre carrière académique d’enseignement et de recherche : l’Université du Québec à Montréal (UQAM) de 1991 à 1998, l’Université Laval (Québec) de 1998 jusqu’aujourd’hui comme professeur associé, l’Université de Bordeaux III (France) comme professeur invité. Il est régulièrement invité au Liban pour donner des cours à l’Université Saint-Esprit de Kaslik (USEK) et à l’Université Saint-Joseph (USJ).

## Œuvres

### Ouvrages
- 1980 : Au commencement était la Mumanaa: introduction à la philosophie politique, Éd. Al-Hadatha, Beyrouth, 207 p. (en arabe)
- 1987 : (dir.) L’Islam et les droits de l’Homme. Hommage à François Châtelet, Éd. Al-Fann Wal-Adab, Beurouth, p. 35-76 (en arabe)
- 2001 : avec Marie-Hélène Parizeau, Pluralisme, modernité et monde arabe, Presses de l’Université Laval/Bruylant/Delta, 355 p.
- 2005 : (dir.), avec M-H. Parizeau, De l’inégalité dans le dialogue des cultures: mondialisation, santé et environnement, Presses de l’Université Laval.
- 2006 : (dir.), avec M-H. Parizeau, Néo-racisme et dérives génétiques, Presses de l’Université Laval.

### Chapitres de livres
- 1978: «De la philosophie du Sujet », in Introduction à la traduction de Anti-humanisme, Éd. Institution Universitaire des Études et Publications (en arabe), p. 3-17
- 1981: «L’émergence du Sujet dans l’idéologie de l’Homme», in Introduction à la traduction du T. 3 de L’Histoire des idéologies, sous la direction de François Châtelet, Éd. Institution Universitaire des Études et Publications, p. 3-15 (en arabe)
- 1983: «Qu’est-ce que la philosophie»?, in Introduction à la traduction de Friedrich Nietzsche: La naissance de la philosophie à l’époque de la tragédie grecque, Éd. Institution Universitaire des Études et Publications, p. 17-37 (en arabe)
- 1989: «De l’Orient occidental», in Introduction à la traduction de Dominique Chevalier: La société du Mont Liban à l’époque de la révolution industrielle en Europe, Éd. Institution Universitaire des Études et Publications, p. 5-23 (en arabe)
- 1990: «La problématique de Khomeiny et l’intégrisme arabe», in Pouvoir et savoir. Contributions théoriques et appliquées, Éd. Institut Arabe de Développement, p. 127-243 (en arabe)
- 2002 : «L’un et le multiple. Lecture dans l’empire ottoman », in L’empire ottoman et les minorités nationales, collectif, publications de l’Université libanaise, Beyrouth.
- 2015: «Modernisation: entre le miracle japonais et l’échec arabe», in Milieux modernes et reflets japonais. Chemins philosophiques. Collectif dirigé par Marie-Hélène Parizeau & Jacynthe Tremblay, p. 21-58, Presses de l’Université Laval.
- 2015: avec Marie-Hélène Parizeau, « Introduction », in Milieux modernes et reflets japonais. Chemins philosophiques. Collectif dirigé par Marie-Hélène Parizeau & Jacynthe Tremblay, p. 1-18, Presses de l’Université Laval.
- 2015 : «L’automne du patriarche ou la légèreté d’être sous domination chiite», in Collectif de l’Université du Saint-Esprit de Kaslik sur le Mémorandum du patriarche maronite du Liban.